# Paris (Mississippi)
Paris est un secteur non constitué en municipalité du comté de Lafayette, au Mississippi (États-Unis).

## Situation
Paris est situé à la jonction entre la Mississippi Highway 9W (en) et la Mississippi Highway 315 (en), à 10 milles (16,09344 km) à l'Est de Water Valley.

## Personnalités notables
- Theora Hamblett (en), artiste née à Paris[2].